# Alfrinkcollege (Deurne)
Het Alfrinkcollege is een middelbare school voor vmbo (theoretische, gemengde en kaderberoepsgerichte leerweg) in het Noord-Brabantse Deurne. Het is een deelschool van IVO Deurne dat onder het bestuur valt van de vereniging Ons Middelbaar Onderwijs (OMO).
Het Alfrinkcollege is de opvolger van de voormalige Bernard Alfrinkmavo. De school was voorheen gevestigd aan de Sint-Jozefstraat, maar verhuisde aan het begin van het schooljaar 2006-2007 naar een pand aan de Burgemeester Roefslaan. In het nieuwe pand was voorheen het Peellandcollege gevestigd, dat is verhuisd naar nieuwbouw achter het oude pand. Alle panden zijn bij elkaar gelegen in de Sint-Jozefparochie.
In 2024 betrok het Alfrinkcollege een nieuw gebouw naast de oude locatie aan de Burgemeester Roefslaan. Dit gebouw deelt de school met het Sprongcollege, tevens een van de deelscholen van IVO Deurne.

## Trivia
- Het Alfrinkcollege is een van de eerste scholen in Nederland die telefoons op school afgeschaft heeft.